# محمود عبد الوهاب
محمود عبد الوهاب (1929-2011) قاص عراقي بصري من جيل الرواد، عرف أديباً بانه متنوع الإنتاج متميز الإبداع مع أنه من أكثر المقلين بين مبدعي جيله، فهو أديب كتب القصة القصيرة والرواية والشعر والمقالة النقدية والمسرحية وله باع في الترجمة، وقد برز اسمه منذ مطلع الخمسينيات وتحديداً عام 1951، وعلى الرغم من قلّة نتاجه فانه نوعي الابداع متميز الشخصية ونتاجه القصصي ذو نكهة خاصة جدير بالدراسة، وعن قلّة نتاجه قياساً لأدباء جيله يقول: «لابدّ من أن تجزم بأنك الأفضل عند النشر، قصة واحدة قد يطول الجدل فيها لتميزها».

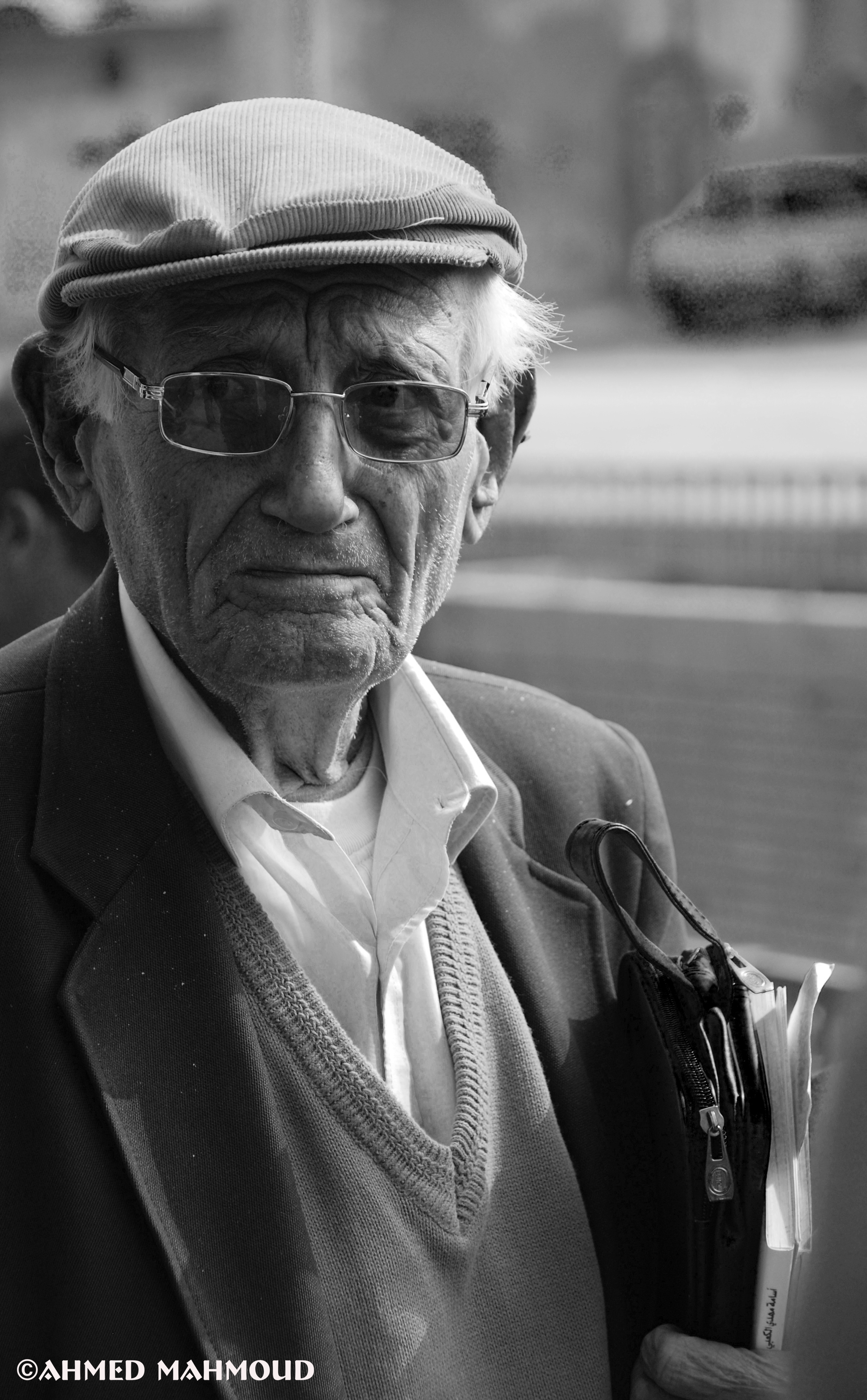
القاص محمود عبد الوهاب

## الولادة والنشأة
يذكر أن القاص الراحل ولد في بغداد عام 1929، ثم أكمل دراسته فيها، ولقد تخرج مطلع الخمسينيات من جامعة بغداد، ونال أعلى درجة في دفعته بكلية الآداب، وعين مديرا لإحدى مدارس مدينة البصرة. وتم فصله في الستينيات من وظيفته لنشاطه السياسي، وتعرض إلى السجن، واضطر إلى العمل قاطع تذاكر، ثم مديرا لسينما الكرنك في البصرة. والتحق بجامعة عين شمس المصرية لدراسة الدكتوراه الا ان حالته المادية حالت دون إكماله دراسته في مصر.
ثم عمل بعد ذلك في محطة السكك الحديد بائعاً تذاكر المسافرين وكانت إحدى قصصه هي التي دفعته إلى هذا العمل الذي غادره ليعمل مديراً لإحدى صالات العرض السينمائية في البصرة بعدما وجد في هذا العمل ما يبقيه قريباً من اهتماماته.
ولقد نشر عبد الوهاب أول قصة في مجلة «الآداب» البيروتية عام 1954 وكان عنوانها «القطار الصاعد إلى بغداد». ومن قصصه الشهيرة «سيرة بحجم الكف» و«رائحة الشتاء» التي حملت في عام 1997 عنواناً لمجموعته القصصية الأولى والأخيرة والتي كتبت في تباعد زمني.
عمل مدرساً للغة العربية في مدارس البصرة الثانوية، ثم اختصاصياً تربوياً لمادة اللغة العربية في مديرية تربية البصرة، ثم تقاعد عن العمل الوظيفي عام 1992 ، أسهم الأديب محمود عبد الوهاب في تحرير عدد من الصفحات الثقافية لجريدة البصرة في الخمسينيات وكتب مقالات لا تحصى في الصحف العربية والعراقية وكان عضواً بارزاً في اتحاد الأدباء في العراق.

## علاقته مع القاص محمد خضير
شكّل مع القاص البصري الرائد محمد خضير ثنائياً إستثنائياً في السرد العراقي لخصوصية علاقتهما الشخصية والإبداعية والتي استمرت لأكثر من نصف قرن اضافوا خلالها إلى الأدب العربي عامة والعراقي خاصة نموذجاً فريداً حوّل مسار الحداثة العربية في مجال القصة القصيرة.
يقول عنه القاص محمد خضير: لا اعجب ان يتعكز القاص محمود عبد الوهاب على عصا لا عن تقدم في السن وانما عن ثقل في الافكار، فرأسه مملوء بالافكار، وان شخصيات قصص محمود عبد الوهاب غالباً ما تكون غير مسماة وتعيش حالة من الوحدة تختلف عن شخصيات فؤاد التكرلي مثلاً التي تعيش حالة اغتراب، وحدة شخصيات محمود وحدة إنسانية عاطفية تصادفية، وربما انعكست هذه الوحدة على محمود نفسه، وحدة المؤلف مع وحدة شخصياته تؤلف كمثرى موسيقية تعزف اوركسترا الإنسانية، قصصه تشبه كمثرات الخطاط هاشم، أو بطغراوات محمد سعيد الصكار، هذه التي تتدلى في غابة الأسماء وتلتف بخطوطها كما تلتف شرايين قلب محمود عبد الوهاب.

## الأعمال الإبداعية
1- النتاج القصصي والروائي :
(رائحة الشتاء)، مجموعة قصصية، دار الشؤون الثقافية - بغداد 1997، وله روايـة واحـدة منشورة هي:
(رغوة السحاب)، رواية، دار الشؤون الثقافية - بغداد 2000
وله رواية أخرى بعنوان (تخطيطات بالفحم الأسود) كتبها عام 1953وقد صرف النظر عن نشرها.
أمّا نتاجه القصصي فقد توزع نشره في الصحف والمجلات العربية والعراقية وكما يأتي:
1- خاتم ذهب صغير مجلة النبأ 1951
2- تحت أعمدة النور جريدة اليقظة ع 1096 عام 1951.
3- عزيزي رئيس التحرير، جريدة اليقظة ع 1099 عام 1951.
4- القطار الصاعد إلى بغداد، مجلة الآداب البيروتية 1953.
5- خط النمل الطويل، جريدة البلاد ع 5324 عام 1958.
6- الجرح جريدة البلاد، ع 6230، 1959.
7- أشياء صامتة، جريدة البلاد، 6235، 1959.
8- الشباك والساحة، مجلة الأقلام، ع 2، 1969.
9- يوم في مدينة، مجلة الأقلام، ع 2-3، 1971.
10- الرحال، مجلة القلم، 1981.
11- امرأة، توليف، الحديقة، مجلة الأقلام، ع 2، 1987.
12- نعي، امتياز، العمر، جريدة الجمهورية، ع 2610، 1993.
13- الممر، جريدة الجمهورية ع 8636، 1993.
14- يحدث هذا كل صباح - جريدة الجمهورية، ع 8640، 1993.
15- امرأة مختلفة، جريدة الجمهورية، 8638، 1993.
16- عابر استثنائي، مجلة الآداب، ع 827 لسنة 1997.
17- سيرة، مجلة الأقلام، العدد 3، 1994.
18- سطوح المظلات، مجلة آفاق عربية، ع 10، 1995.
19- عين الطائر، مجلة الآداب، ع 11، سنة 1996.
20- طيور بنغالية، مجلة الأقلام، ع 7، 1996.
21- الملاعق، مجلة الموقف الثقافي ع 8 سنة 1997.
22- على جسدك يطوي الليل مظلته، مجلة الأقلام، ع 4 سنة 1997.
23- طقس العاشق، مجلة الموقف الثقافي، ع 9، 1997.
2- النتاج المسرحي :
ألف محمود عبد الوهاب مسرحية واحدة بعنوان (دموع اليتامى) عندما كان طالباً في الإعدادية ولم تنشر.
•3- الشعر : له قصائد شعرية منشورة في الأديب وجريدة المدى ولديه ديوان قيد الطبع في دار المدى.
•4- الترجمة : مما نلاحظه أن محمود عبد الوهاب قد أولى قسطاً من اهتمامه بالترجمة، فقد ترجم عدداً من القصص في الخمسينيات والستينيات منها:
•1- الثوب، كريستيان جيلرت، جريدة البصرة، ع19 لسنة 1955.
•2- قطة من المطر، ارنست همنغواي، جريدة البصرة، ع 28 لسنة 1955.
•3- هروب، كالدويل، جريدة البصرة، 31 لسنة 1955.
•4- الدرس الأخير، الفونس دوديه، جريدة البصرة ع 37 لسنة 1955.
•5- النار العالية، كالدويل، جريدة البصرة، ع 41 لسنة 1955.
•6- سارق الحصان، كالدويل، جريدة البصرة، ع 44 لسنة 1955.
•7- تزوجتها لإغاظتها (لم يذكر اسم المؤلف) جريدة البصرة، ع 50 لسنة 1955.
•8- الشيخ الغارق في ضوء القمر، لي في يان، جريدة البصرة، ع 58 لسنة 1955.
•9- المخيم الهندي، ارنست همنغواي، جريدة البصرة، ع 59، لسنة 1955.
•10- العجوز على الجسر، همنغواي، جريدة البصرة، العدد 60 لسنة 1955.
•11- الصورة، كالدويل، مجلة التحرير المصرية 1961.
•12- سائق عربة الشحن، البرتومورافيا، مجلة الخليج العربي، ع 244 لسنة 1966.
5- النقد:
1-ثريا النص، دار الشؤون الثقافية 1995
2- شعرية العمر دار المدى 2011

## مقتطفات من أراءه
في الاربعينيات كان الاديب صادقا فكان هو الموجه والقارئ هو المتلقي المستفيد من نص الكاتب الآن في هذا العصر هناك علماء كبار مهندسون أطباء علماء فلك علماء ذرة، فكيف يمكن لهذا الاديب ان يقنع هؤلاء العلماء بما يكتبه، وحتى أطلق ما يسمونه بعلم الأدب وكأن الأدب علم والعاطفيات عبارة عن انفعالات لا قيمة لها إذا كانت هي السائدة في النص، اما الجماليات تختلف عن العاطفيات، فالنص المعرفي يسمى بنص المفهوم، وكلمة العلمي تعطي للنص تخصص، اما الترجمة مهما كان المترجم قديرا لا يستطيع أن ينقل النص نقلا بليغا أو كما هو في الاصل ولذلك يقال عن النص المترجم انه اقرب النصوص في القراءة فهو قرأة من القراءات.
- أعجز عن الكتابة في غير مدينتي البصرة، أشعر بصعوبة الكتابة في مكان آخر، جربت ذلك في أثناء سفري لبعض المدن والبلدان العربية مثل القاهرة، ودمشق، وبيروت والإمارات وغيرها، كما جربتها في مدن غير عربية مثل وارشو وبراغ وبودابست وسواها.. ولم أنجح. قد تبلغ الصعوبة أحياناً حد العسر، خاصة كتابة القصة بوصفها عملاً إبداعياً، اكتشفت أن الكتابة خارج البيت، وربما حتى في مكان لم اعتد الكتابة فيه في البيت نفسه، عملاً عسيراً.
- العنوان في النص القصصي يعد زاوية النظر التي يلتقط منها القاص ذروة العلاقات التي تتألف منها القصة. وبعبارة أدق يكون العنوان في القصة ضمن مجموعة القيم والأفكار التي تحكم عملاً أدبياً معيناً والكيفية التي يضمن بها الكاتب عمله الأدبي، هذه الافكار والقيم إذ انها لا ترد في النص بصورة مباشرة وانما تتغلغل في النسيج العام له، وتعلن عن نفسها بصورة غير مباشرة وبوسائل فنية مختلفة.
- عندما أحمل مستلزمات الكتابة أشعر بأن ما هو خارجي قد تلاشى تماماً، وأنني أصبحت كتلة متماسكة، أشعر ببراءة وبهجة الطفل الذي يحمل ألعابه وينزوي، في زاويته بعيداً عن ضجيج البيت. أكتب بالقلم الرصاص أولاً، وأسترجع المسودة مرات عديدة، وربما تكون المسودة الأخيرة بالقلم الرصاص قبل طبعها بالكمبيوتر، وفي أحايين أخرى أكتب المسودة الأخيرة بالقلم الحبر، ويلازمني في أثناء ذلك الضجر، ذلك أن الكتابة بمادة الحبر تشبه إصدار حكم نهائي على القصة، وعلى الرغم من رغبتي من نشرها أبقى ألاحقها. الكتابة بالقلم الرصاص قابلة للتعديل، هناك أيضاً عناصر طقسية أخرى تلازمني في أثناء عملية الكتابة، مثلاً أن لا تكون المنضدة فخمة لأنها تضفي أجواء رسمية. أنا أرغب بالكتابة على منضدة بسيطة وذات مساحة محددة، تكفي للأوراق. ومن الطريف أنني أحمل مع أوراقي مسطرة وممحاة ومبراة. أشعر أن أي مبدع حين يفقد دهشة الطفولة يفقد أيضاً تلقائية الكتابة.